# Monkey on my back
『Monkey on my back』（モンキー・オン・マイ・バック）は、真行寺恵里の2枚目のアルバム。

## 内容
プロデュースを担当した月光恵亮が全曲の共同作詞・編曲を担当した。「LAST AND ONLY ONE」のみ、ポール・ギルバートによる作曲。シングル「GOOD LUCK TO YOU」は未収録。

## 批評
CDジャーナルは「ハード・ロック／モダン・ヘヴィ的趣味が出まくりの楽曲が強烈なインパクトを放つなか、音圧と高音の伸びに頼らないしっとり系のナンバーでの丁寧な歌唱が光る」と評した。

## 収録曲
1. Monkey on my back
2. LOVE & GLORY
3. SIREN
4. Rumble Fish
5. 絶体絶命
6. Dive in your arms
7. ゆびきりしましょう
8. ヒステリックに愛し合おう
9. LAST AND ONLY ONE
10. CAN'T BE AN ANGEL
11. ごめんね My Darlin' (シークレットトラック)

作詞：月光恵亮・真行寺恵里　編曲：伊藤真太朗・月光恵亮(#ALL)
作曲：真行寺恵里・伊藤真太朗(#1 - 8, 10)、ポール・ギルバート(#9)